# Lampranthus subrotundus
Lampranthus subrotundus är en isörtsväxtart som beskrevs av L. Bol. Lampranthus subrotundus ingår i släktet Lampranthus och familjen isörtsväxter. Inga underarter finns listade i Catalogue of Life.